# Georg Häfner

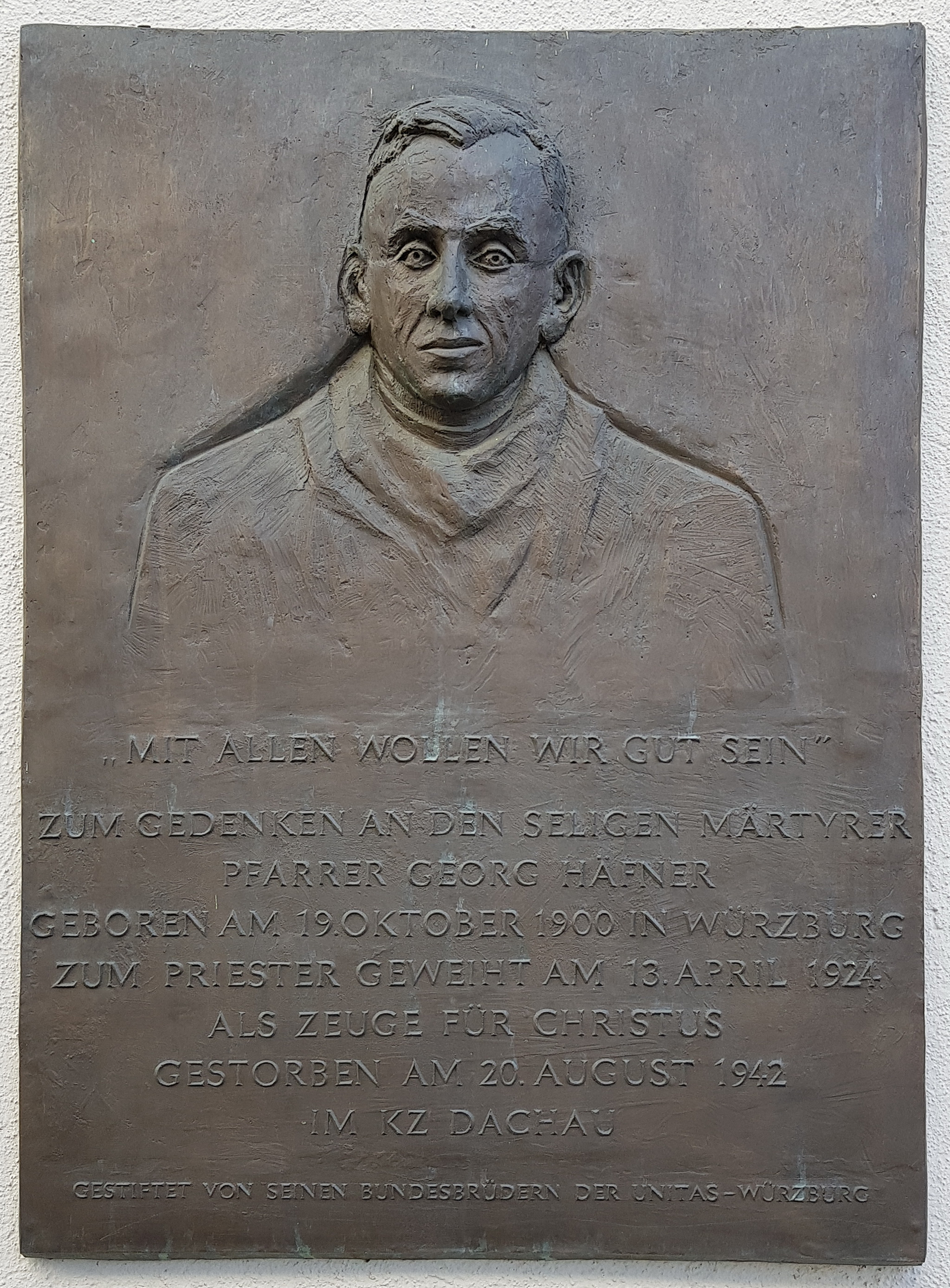
Gesegnete bronzene Gedenktafel am Priesterseminar in Würzburg

Joseph Georg Simon Häfner (* 19. Oktober 1900 in Würzburg; † 20. August 1942 im  KZ Dachau) war ein deutscher römisch-katholischer Priester aus dem Bistum Würzburg, Gegner der Nationalsozialisten und Märtyrer. Am 15. Mai 2011 wurde er im Würzburger Dom seliggesprochen.

## Leben

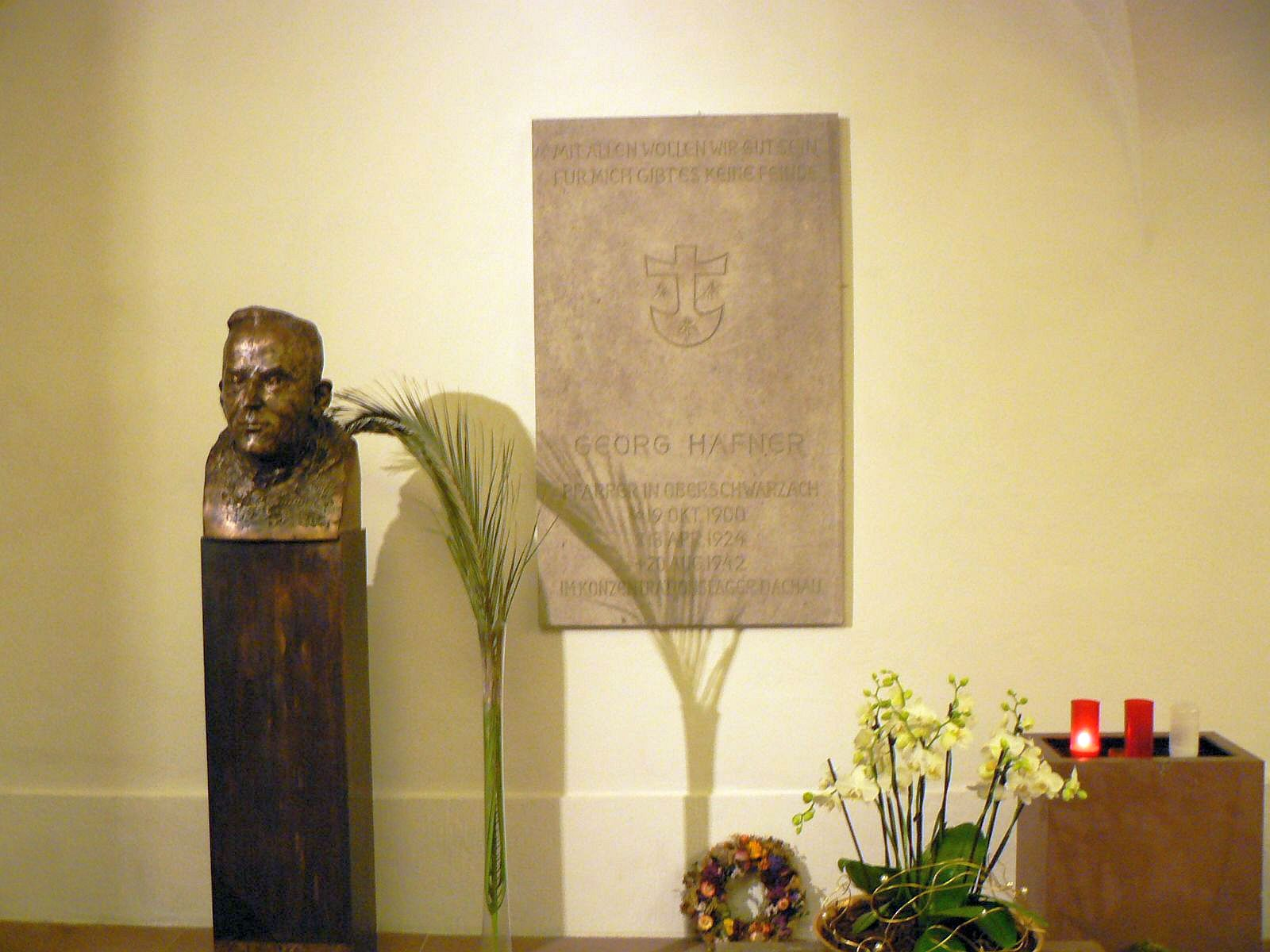
Grablege Häfners in der Krypta des Neumünsters 2010. Die Grablege ist heute mit einer modernen Skulptur anders gestaltet.

Georg Häfner stammte aus einfachen Verhältnissen; sein Vater Valentin Häfner war städtischer Arbeiter. Georg Häfner wurde in der Dompfarrei getauft, 1918 machte er das Kriegsabitur und wurde zum Heer eingezogen. Seine Eltern ermöglichten ihm ein Studium der Theologie. Zwei Jahre nach dessen Beginn trat er in den Dritten Orden der Unbeschuhten Karmeliten ein. Am 13. April 1924 empfing Georg Häfner die Priesterweihe; die Primiz hielt er im Kloster Himmelspforten. Es folgten mehrere Einsätze als Kaplan, 1934 wurde er zum Pfarrer von Oberschwarzach in Franken ernannt.
Häfner weigerte sich, den Hitlergruß auszuführen, wodurch er schon als Kaplan von Altglashütten den NS-Machthabern missliebig wurde. Ab 1938 wurde ihm in Oberschwarzach an der örtlichen Schule das Erteilen von Religionsunterricht verboten, so dass er den Kommunion- und Firmunterricht heimlich abhalten musste. Wegen kritischer Äußerungen gegen den NS-Staat in Predigt und Christenlehre – er soll unter anderem von braunen Mistkäfern gesprochen haben – wurde er mehrfach bei der Gestapo angezeigt und zum Verhör bestellt.
Im August 1941 bat ihn ein schwer erkranktes Parteimitglied der NSDAP, ihm die Sterbesakramente zu spenden. Pfarrer Häfner kam dem Wunsch nach, ließ aber den Parteigenossen auf dem Sterbebett eine Erklärung unterschreiben, in der dieser seine zweite, standesamtlich geschlossene Ehe vor Gott und seinem Gewissen als ungültig erklärte. Nachdem Pfarrer Häfner eine kurze Begründung am darauf folgenden Sonntag in der Kirche verlas, um den Mann kirchlich beerdigen zu können, wurde er von einem anderen Parteimitglied denunziert und schließlich von der Gestapo verhaftet. Zuerst hielt man ihn im Gestapo-Gefängnis in Würzburg fest. Obwohl sich Generalvikar Franz Miltenberger für ihn einsetzte, wurde Pfarrer Häfner am 12. Dezember 1941 ohne richterlichen Beschluss in den sogenannten Priesterblock des  KZs Dachau (Häftlingsnummer 28876) gebracht, wo er am 20. August 1942 an den Folgen der Misshandlungen und Unterernährung starb. Seine Urne wurde zunächst am 18. September 1942 in der Priestergrablege auf dem Würzburger Hauptfriedhof beigesetzt. Neben dem gesamten Diözesanklerus war als Abgesandter des Kardinals Faulhaber auch der ebenfalls später seliggesprochene Pater und Nazigegner Rupert Mayer zugegen.

## Seligsprechungsprozess
Am 9. Dezember 1982 wurde die Urne unter Beisein von Bischof Paul-Werner Scheele in die Krypta der Neumünsterkirche überführt. Am 23. Juli 1992 wurde das Bischöfliche Erhebungsverfahren zur Seligsprechung eingeleitet und am 31. Mai 2002 abgeschlossen. Am 3. Juli 2009 unterzeichnete Papst Benedikt XVI. ein Dekret, dem zufolge Häfner als Märtyrer gelte. Am 8. September 2010 gaben der Würzburger Bischof Friedhelm Hofmann und der Postulator im Seligsprechungsprozess, Domdekan Günter Putz, die Seligsprechung am  15. Mai 2011 im Kiliansdom in Würzburg bekannt. Das Motto für die Seligsprechung lautete: einfach, gläubig, konsequent.

## Weitere Ehrungen

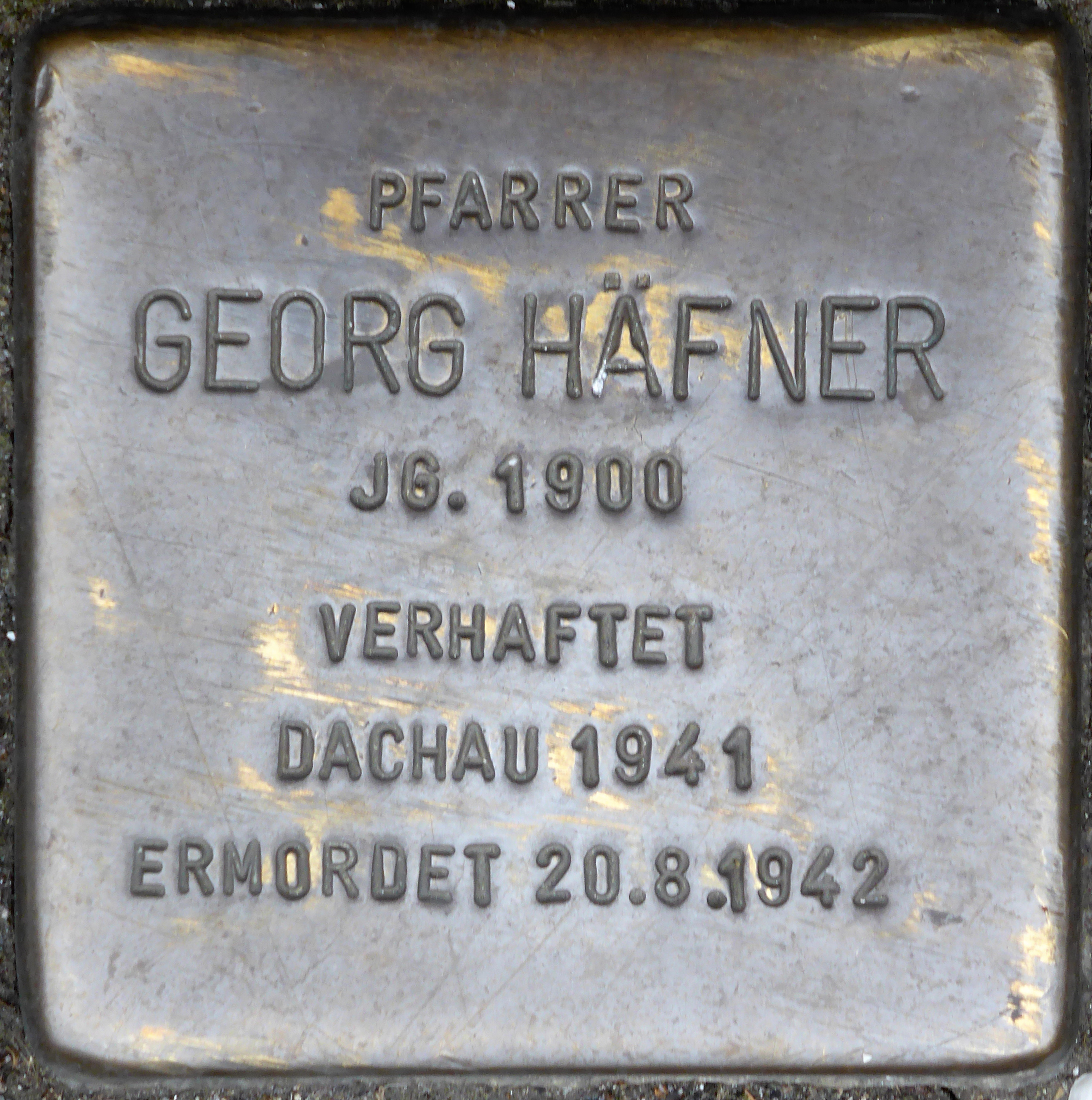
Stolperstein vor dem Kollegiatstift Neumünster in Würzburg.

Der Monteverdichor Würzburg widmete seine Konzerte „Die Seligpreisungen“ am 16. und 17. Juli 2010 Georg Häfner und Pater Engelmar Unzeitig. Das Egbert-Gymnasium Münsterschwarzach führte im März 2011 ein szenisches Oratorium Häfner – eine Entscheidung auf. Nach Georg Häfner wurde 2011 in Würzburg in der Nähe seines Elternhauses ein Platz an der Ecke der Bockgasse (früher: Obere Bockgasse) benannt. Schließlich erinnert, seit dem 11. Juni 2007, ein Stolperstein vor dem Würzburger Neumünster an den Märtyrerpriester.
Die katholische Kirche hat Pfarrer Georg Häfner als Glaubenszeugen in das deutsche Martyrologium des 20. Jahrhunderts aufgenommen.